# Poślizg
Poślizg – w technice termin odnosi się do odchylenia prędkości przemieszczających elementów mechanicznych lub płynów w wyniku przenoszenia obciążeń stycznych.  
W budowie maszyn zjawisko występujące, gdy dwie stykające się powierzchnie poruszają się względem siebie. Poślizg może być pożądany (np. w sprzęgłach poślizgowych, hamulcach ciernych) lub szkodliwy (np. w przekładniach pasowych). Szczególnym przypadkiem poślizgu jest poślizg toczonego koła.

## Pojazdy i przekładnie pasowe
W transporcie poślizg określa różnicę pomiędzy prędkością obwodową koła jezdnego lub pasowego a prędkością liniową pojazdu pasa. Wielkość poślizgu określa współczynnik poślizgu {\displaystyle s{:}}
{\displaystyle s={\frac {v-v_{0}}{v}}={\frac {v-\omega r}{v}},}
gdzie:
{\displaystyle v} – prędkość liniowa pojazdu,
{\displaystyle v_{0}} – prędkość obwodowa koła,
{\displaystyle \omega } – prędkość kątowa koła,
{\displaystyle r} – promień koła.
Dla wartości współczynnika {\displaystyle s=1} koła są zablokowane, natomiast dla {\displaystyle s=0} pojazd porusza się bez poślizgu.

## Silniki elektryczne
W silniku elektrycznym asynchronicznym poślizg opisuje względną różnicę między prędkością synchroniczną {\displaystyle n_{s}} a prędkością obrotową wirnika {\displaystyle n,} odniesioną do prędkości synchronicznej:
{\displaystyle s={\frac {n_{s}-n}{n_{s}}}=1-{\frac {n}{n_{s}}},}
gdzie:
{\displaystyle s} – poślizg,
{\displaystyle n_{s}} – prędkość synchroniczna, czyli prędkość wirowania pola magnetycznego, wynikająca z liczby par biegunów i częstotliwości prądu zasilającego,
{\displaystyle n} – prędkość obrotowa wirnika.